# Tampereen Pallo-Veikot
El Tampereen Pallo-Veikot o TPV és un club de futbol finlandès de la ciutat de Tampere.

## Història
El club va ser fundat l'any 1930 com un club de treballadors. En el passat va tenir seccions de bandy, boxa i hoquei sobre gel, però actualment és només un club de futbol.
Durant els anys 50, els clubs de la Federació Finlandesa d'Esports per a Treballadors disputaven les seves pròpies competicions. El club guanyà el campionat d'aquesta federació sis cops. Posteriorment s'uní a la Federació Finlandesa de Futbol on es proclamà campió de lliga el 1994.
L'any 1998 el club va fer plans per unir-se al FC Ilves per formar el Tampere United, però finalment no es realitzà.

## Palmarès
- Lliga finlandesa de futbol (1):
  - 1994